# Zawada (Orzesze)
Zawada [zaˈvada] ist ein Stadtteil von Orzesze in der Woiwodschaft Schlesien mit rund 1500 Einwohnern. Zawada liegt zwischen dem Ort Stanowice (6 km westlich gelegen) und Orzesze (2 km nordöstlich).

## Geschichte
Die erste urkundliche Erwähnung des Ritterguts Zawada fällt in das Jahr 1517. Nach mehrfachem Besitzerwechsel wurde das Gut Zawada 1838 vom Industriellen Franz Winckler übernommen. Administrativ war der Ort schon damals der Gemeinde Orzesche im Kreis Pleß untergeordnet, kirchlich gehörte er zur Parochie Woschczytz. Am 26. Oktober 1868 wurde in Zawada eine eigene Schule mit einer 117 Schüler zählenden Klasse eröffnet, 1934 folgte der Schulneubau. 1885 lebten im Dorf und Rittergut Zawada 715, im Jahre 1900 797 Einwohner. Seit 1922 gehörte der Ort im Zuge der Teilung Oberschlesiens infolge der Volksabstimmung von 1921 – mit einer Unterbrechung von 1939 bis 1945 während der deutschen Besetzung im Zweiten Weltkrieg – zu Polen.
Mit dem Bau einer eigenen Kirche wurde in Zawada erst in den 1980ern begonnen und 1990 wurde die Kirche Zur Verklärung des Herrn (kościół p.w. Przemienienia Pańskiego) schließlich geweiht.